# Вторжения Тамерлана в Грузию
Вторжения Тамерлана в Грузию — серия военных походов империи Тимуридов под руководством Тамерлана на территорию объединённого грузинского царства, предпринятая в 1386—1403 годах.

## Предыстория
Вторая половина XIV века была временем бедствий для Кавказа. C 1366 года в Грузии бушевала чума, прозванная Чёрной смертью, спустя время группа феодалов, возглавляемых атабегом Бекой восстала против царя. В первой половине XIV в., при царе Георгий V Блистательном (1314—1346) Грузия вновь объединилась и восстановила свои прежние региональные и международные позиции. Но на этот раз подъём военно-политического могущества Грузинского царства длился недолго: спустя всего каких-либо 40 лет после кончины царя, начались вторжения Тамерлана. В тот период в Грузии партикуляризм столь откровенно был противопоставлен централизованной царской власти, чему вопреки жестким законодательным мерам Георгия V способствовало образование полунезависимых вотчин — сеньорий или сатавадо (от слова «тавади» — глава феодального рода, князь). Грузия оказалась неспособной преодолеть эти внутригосударственные проблемы из-за постоянных войн.
В конце осени 1386 года огромная армия Тамерлана вторглась в Грузию. В историческом сочинении персидского историка Шарафаддина Язди («Зафар-наме»), которое описывает историю правления Тамерлана, поход в Грузию представляется как джихад. Тимур вторгся в регион Самцхе (самое южное княжество в составе Грузии) из Карса, и оттуда он направился в сторону Тбилиси, который к тому времени был укреплен царем Багратом V. Тбилиси был осажден, и 22 ноября 1386 года после ожесточенных боёв захвачен. Город был разграблен, а Баграт V и его семья были заключены в тюрьму. Армянский историк Товма Мецопеци в своем труде «Хроника» упоминает об отступничестве царя от православной веры, но представляет это событие как хитрую уловку монарха, который позволил тем самым заслужить доверие Тимура. Вскоре, в распоряжение Баграта V было предоставлено около 12 000 солдат для восстановления своей власти в Грузии, которой, во время отсутствия отца управлял сын и соправитель Баграта — принц Георгий (будущий правитель). Однако, Баграт V, вступил в тайные переговоры с сыном Георгием, который в свою очередь устроил засаду на сопровождавших Баграта солдат Тимура, и наголову разгромил их. Царь Баграт V был освобожден.
Вторжения Тамерлана в Грузию вызвало массовое сопротивление населения. Сын и преемник царя Баграта V, Георгий VII, возглавил национально-освободительную борьбу против захватчиков и большую часть своего правления (1393—1407) оказывал ожесточенное сопротивление армии Тимуридов. Эмир Тамерлан, чтобы подчинить непокорного грузинского монарха лично руководил большинством этих набегов. Хотя он не смог установить жесткий контроль над Грузией, страна серьёзно пострадала от удара, от которого так и не оправилась.

## Вторжения
Осенью 1386 года войска Тамерлана вторглись в Закавказье, завоевав Джавахетию, и 21 ноября подступили к Тбилиси. Несколько попыток штурма города оказались неудачными, поэтому полководец приступил к его осаде. Понимая бессмысленность отказа от предложения Тамерлана капитулировать, царь Баграт V согласился сдаться, в результате чего он вместе с царицей Анной и их наследником Давидом попал в плен. Тамерлан требовал, чтобы Баграт V и его окружение приняли ислам, надеясь на их помощь в омусульманивании Грузии. Баграт V, желая обмануть противника, заявил, что согласен сменить веру. Грузинский царь обратился к Тимуру с просьбой отпустить его на Родину в сопровождении многочисленного отряда. Тот освободил царя и выделил 12 тысяч воинов для сопровождения его свиты.
Баграт V тщательно продумал план уничтожения вражеского отряда: он заманил противника в узкое ущелье, где тот был атакован грузинами под руководством его сына. Гибель тысяч солдат в бою с грузинскими войсками привела к началу нового похода Тамерлана на Кавказ весной 1387 года. Численность противника значительно превосходила силы Грузии, наскоро собранных царевичем. Тимур лично возглавил участников похода. Огромное число жителей страны бежало в горы, благодаря чему удалось избежать больших жертв.
В 1393 году Тамерлан вновь совершил вторжение в Закавказье, разорив Самцхе, Корс, Кола, Ахалцих. Население занятых им территорий Грузии оказало ожесточённое сопротивление захватчикам, из-за чего последним после захвата пришлось покинуть регион.
В 1394 году войска империи Тимуридов вторглись на Кавказ с целью предотвращения проникновения сил Золотой орды через Дарьяльское ущелье в Иран. Однако информация, которой располагал Тимур, оказалась неверной: лидер орды Тохтамыш атаковал Персию через Дербент. Арагвийцы оказали Тимуридам такое сопротивление, что те не сумели добраться до Дарьяла и остановить Тохтамыша.
В 1395 году Георгий VII возглавил освободительное движение против Тимуридов. Он направил войска в область Нахичевани, к крепости Алинджа, которую в течение нескольких лет безрезультатно пытался взять Тамерлан. Крепость была деблокирована.
Ответный удар нанёс Тамерлан в 1399 году, разорив Восточную Грузию . Весна-лето 1400 года были особенно тяжёлыми для Грузии. Угнано было в рабство более 60 тысяч человек.
Следующее вторжение Тамерлана на Кавказ состоялось в 1401 году. Взяв в конце концов крепость Алинджа, он принял послов царя Георгия VII. В этот период Тамерлан был занят борьбой с Османской империей, и по-видимому, желая на время заморозить вражду с грузинским царем, он заключил с ним мир при условии, что царь Грузии выделит ему войска и предоставит мусульманам особые привилегии.
После того, как 20 июля 1402 г. османский султан Баязид I был побежден в Ангорской битве, Тимур вернулся в Эрзурум и решил наказать царя Грузии за то, что он не приехал поздравить его с победой. Георгий VII отправил Тамерлану подарки, но эмир отказался их принять, требуя, чтобы к нему прибыл царь Георгий лично. Тем временем армия Тамерлана осаждала крепость Биртвиси, которую упорно защищал малочисленный грузинский гарнизон. Захватив крепость в августе 1403 года, Тамерлан отправил свою армию на грабежи и «чистку» приграничных районов Грузии, а сам отправился в погоню за отступающим царем Георгием VII через Имерети до Абхазии. Историк Тамерлана сообщает, что за это время было уничтожено и разграблено около 700 объектов, включающих города, селения и крепости, церкви и монастыри, пашни и сады, а большинство жителей истреблены. 

В 1407 году начинается Туркменские набеги на Грузию Туркменское нашествие на  Грузию

## Последствия
В результате нашествий Тамерлана Грузия потеряла свои южные и юго-восточные области. Страна постепенно оказывалась в окружении кочевых тюркских племен. Из других последствий походов Тамерлана в Грузию надо отметить, во-первых, заселение всей восточной половины Закавказья татарами и отатараненными персами, которых Тамерлан вывел из-за Каспия и главным образом из персидской области Азербайджана, а также — широкое распространение мусульманской религии среди разных племен, населяющих Кавказский регион.